# Le Meilleur Ennemi
Pour plus de détails, voir Fiche technique et Distribution.
Le Meilleur Ennemi (The Best of Enemies ou I due nemici) est un film italo-britannique réalisé par Guy Hamilton et sorti en 1961.

## Synopsis
En Abyssinie, en 1941, le Major Richardson et le Lieutenant Burke sont faits prisonniers par une patrouille italienne après que leur avion de reconnaissance s'est écrasé dans le désert. L'officier italien, le Capitaine Blasi, cherche à conserver ses maigres rations et laisse s'échapper les Anglais. Plus tard, Richardson reçoit l'ordre d'attaquer le fort dans lequel se cachent les hommes de Blasi. Ceux-ci sont faits prisonniers par les Anglais, mais ils vont devoir plus tard unir leurs forces pour combattre des tribus indigènes. Après s'être perdus dans le désert, ils trouvent un panneau indiquant la direction d'Addis-Abeba. Blasi se croit alors maître de la situation, pensant que les Italiens sont aux commandes dans cette ville, mais ils rencontrent une patrouille anglaise qui leur apprend que la ville est tombée aux mains des Britanniques. Alors que Blasi et ses hommes sont alignés en partance pour un camp de prisonniers de guerre, Richardson et ses hommes leur font un salut militaire.

## Fiche technique
- Titre original : The Best of Enemies
- Titre italien : I due nemici
- Titre français : Le Meilleur Ennemi
- Réalisation : Guy Hamilton
- Scénario : Suso Cecchi D'Amico, Age et Scarpelli, Jack Pulman et Luciano Vincenzoni
- Direction artistique : Mario Garbuglia
- Décors : Giorgio Hermann
- Costumes : Dario Cecchi et Ezio Frigerio
- Photographie : Giuseppe Rotunno
- Son : Piero Cavazutti, Bruno Brunacci
- Montage : Bert Bates (version anglaise) et Tatiana Casini Morigi (version italienne)
- Musique : Nino Rota
- Production : Dino De Laurentiis
- Production associée : Luigi Luraschi
- Société de production : Dino De Laurentiis Cinematografica
- Société de distribution : Columbia Pictures
- Pays d'origine :  Royaume-Uni,  Italie[1]
- Langue originale : anglais
- Format : couleur (Technicolor) — 35 mm — 2,35:1 (Technirama) — son Mono
- Genre : Film de guerre, film d'aventure, comédie dramatique
- Durée : 104 minutes
- Dates de sortie :
  -  Italie : 26 octobre 1961
  -  Royaume-Uni : 12 décembre 1961 (Londres)
  -  France : 15 juin 1962
  -  États-Unis : 6 août 1962

## Distribution
- David Niven (VF : Bernard Dhéran) : Commandant Richardson
- Alberto Sordi (VF : André Valmy) : Capitaine Blasi
- Michael Wilding : Lieutenant Burke
- Harry Andrews (VF : Claude Bertrand) : Capitaine Rootes
- Noel Harrison : Lieutenant Hilary
- Ronald Fraser (VF : Jacques Marin) : Perfect
- Bernard Cribbins : Soldat
- Duncan Macrae : Sergent Trevethan
- Robert Desmond : Soldat Singer
- Kenneth Fortescue : Lieutenant Thomlinson
- Michael Trubshawe : Colonel Brownhow
- David Opatoshu : Bernasconi
- Amedeo Nazzari (VF : Jean Davy) : Commandant Fornari
- Aldo Giuffré (VF : Jean-Louis Jemma) : Sergent Todini
- Pietro Marascalchi : Caporal Bortolini

## Distinctions
- Golden Globes 1963
  - Nomination du film pour le Golden Globe du meilleur film musical ou de comédie et pour le Golden Globe de la meilleure promotion pour l'entente internationale et pour le Samuel Goldwyn International Award
  - Nomination d'Alberto Sordi pour le Golden Globe du meilleur acteur dans un film musical ou une comédie
- BAFTA 1962
  - Nomination d'Alberto Sordi pour le British Academy Film Award du meilleur acteur étranger
  - Nomination du film pour le United Nations Awards